# East London Mosque
East London Mosque er en moske i bydelen Tower Hamlets i London. Den ligger mellem Whitechapel og Aldgate, i nærheden af City of London.
Den er en af Storbritanniens største moskeer, og bygningskomplekset er blevet udvidet for at huse London Muslim Centre med bl.a. en grundskole.
Tanken om at bygge en moske i London opstod i 1910, og der blev oprettet et fond til støtte for arbejdet. I 1940 kunne man købe tre huse på Commercial Road i den østlige del af London, og året efter åbnede de sammenslåede huse som East London Mosque. I efterkrigstiden blev moskeen et centrum for mange arbejdsindvandrere i London.
I 1975 eksproprierede de lokale myndigheder ejendommene, men stillede nye midlertidige bygninger til rådighed ved Whitechapel Road. Menigheden indsamlede penge til at bygge en ny moske fra grunden af, og modtog betydelige gaver fra kongen af Saudi-Arabien. Syv år senere startede byggearbejderne, og i 1985 stod den nye moske færdig.